# ラムノガラクツロナン ガラクツロノヒドロラーゼ
ラムノガラクツロナン ガラクツロノヒドロラーゼ(Rhamnogalacturonan galacturonohydrolase, EC 3.2.1.173)は、系統名をラムノガラクツロナン オリゴ糖 α-D-GalA-(1->2)-α-L-Rhaガラクツロノヒドロラーゼ(rhamnogalacturonan oligosaccharide alpha-D-GalA-(1->2)-alpha-L-Rha galacturonohydrolase)という酵素である。以下の化学反応を触媒する。
ラムノガラクツロナンオリゴ糖のα-D-GalA-(1->2)-α-L-Rha結合をエンド型で加水分解する。最初に配置が反転し、ラムノガラクツロナンオリゴ糖の非還元末端からD-ガラクツロン酸を遊離させる。
この酵素は、Aspergillus aculeatusによるラムノガラクツロナンIの分解系の一部を占める。